# Heart's Delight-Islington
Heart's Delight-Islington é uma pequena cidade localizada na província canadense de Terra Nova e Labrador. De acordo com o censo canadense de 2016, a cidade tinha uma população de 674 habitantes.